# Argopeni (Ayah)
Argopeni is een bestuurslaag in het regentschap Kebumen van de provincie Midden-Java, Indonesië. Argopeni telt 3234 inwoners (volkstelling 2010).